# Coniceromyia latimana
Coniceromyia latimana är en tvåvingeart som först beskrevs av Malloch 1924.  Coniceromyia latimana ingår i släktet Coniceromyia och familjen puckelflugor.
Artens utbredningsområde är Puerto Rico. Inga underarter finns listade i Catalogue of Life.